# 保皇党号
保皇党号（英語：Royalist）是一艘重达142吨的多桅纵帆船。它大致于1834年在英国怀特岛的考斯（Cowes）建造，起初是作为游船。1836年，詹姆斯·布鲁克（James Brooke，1803年－1868年）用他从父亲那里继承下来的钱买下了这艘船。布鲁克打算在环球航行期间用它来远征东印度群岛，于1837年在地中海进行了远征之前的试航。作为皇家船队的船只，它被允许悬挂上白色的少尉标志，并被赋予与英国皇家海军军舰相同的权利。全副武装时，保皇党号可携带六门6磅炮，多个回旋炮（英語：swivel gun）和其他小型武器，成为一艘高效的私家战舰。 
1838年12月16日，保皇党号从英国普利茅斯德文港（Devonport）出发，船员19人。在新加坡停留数周，布鲁克听说砂劳越出产锑矿石。于是继续航行，1839年8月14日，抵达砂劳越的古晋，帮助婆罗洲苏丹成功平叛。
1841年苏丹授予他为砂拉越的第一位白人王侯（Rajah）。在砂劳越成为布鲁克的首个据点的过程中，保皇党号发挥了重要作用。该船于1843年9月在文莱备案，据说在1844年初被出售。
保皇党号似乎仍保留这个船名，在夏威夷群岛和新西兰奥克兰岛之间从事贸易活动。1854年12月11日，该船满载着木材和小麦在新西兰北岛的卡维亚港（Kawhia）搁浅。
2018年9月，复制品保皇党号驶入古晋，成为轰动一时的新闻。好莱坞计划用此复制品拍摄关于詹姆斯·布鲁克的影片。